# (31997) 2000 HR43
2000 HR43 (asteroide 31997) é um asteroide da cintura principal. Possui uma excentricidade de 0.21255950 e uma inclinação de 1.99134º.
Este asteroide foi descoberto no dia 29 de abril de 2000 por Spacewatch em Kitt Peak.